# Tour de l'intérieur de São Paulo
Le Tour de l'intérieur de Sao Paulo (en portugais : Giro do Interior de São Paulo) est une course cycliste par étapes brésilienne disputée dans l'État de São Paulo. Course du calendrier national brésilien à sa création, elle fait partie de l'UCI America Tour en 2010 et 2011, en catégorie 2.2. Depuis 2012, elle appartient de nouveau au calendrier national brésilien, en deuxième classe.

## Palmarès
| Année | Vainqueur          | Deuxième           | Troisième       |  |
| ----- | ------------------ | ------------------ | --------------- |  |
| 2008  | Maurício Morandi   | Luis Amorim        | Magno Nazaret   |  |
| 2009  | Luis Amorim        | Alcides Vieira     | Magno Nazaret   |  |
| 2010  | Renato Seabra      | Wagner Alves       | Jorge Giacinti  |  |
| 2011  | Flávio Reblin      | Andrei Krasilnikau | Renato Seabra   |  |
| 2012  | Alex Diniz         | Renato Ruiz        | Ricardo Ortiz   |  |
| 2013  | Antônio Nascimento | João Gaspar        | Alan Maniezzo   |  |
| 2014  | Gregolry Panizo    | André Almeida      | Diego Ares      |  |
| 2023  | Alan Maniezzo      | Sidnei Fernandes   | Luciano Pereira |  |
| 2024  | Pedro Oliveira     | Luan Carlos Silva  | Renan Quadri    |  |
| 2025  | Cainã Oliveira     | Vinicius Santos    | Bruno Tabanez   |  |